# I Can Hear Music: The 20/20 Sessions
| Recensione    | Giudizio |
| ------------- | -------- |
| AllMusic      | [ 1 ]    |
| Rolling Stone | [ 2 ]    |

I Can Hear Music: The 20/20 Sessions è un album compilation dei Beach Boys, pubblicato in download digitale della Capitol Records nel 2018.
Il disco è costituito da materiale inedito tratto in prevalenza dalle sessioni di studio per l'album 20/20 del 1969. Include varie outtakes, e versioni alternative dei brani del disco in questione, e anche tracce inedite del periodo registrate da Dennis Wilson. È stato pubblicato in contemporanea con Wake the World: The Friends Sessions.

## Tracce
1. Do It Again (alternate stereo mix) (Brian Wilson, Mike Love) - 2:46
2. Do It Again (a cappella) (B. Wilson, Love) - 2:30
3. I Can Hear Music (demo) (Jeff Barry, Ellie Greenwich, Phil Spector) - 1:00
4. I Can Hear Music (track and backing vocals) (Barry, Greenwich, Spector) - 2:42
5. Bluebirds Over the Mountain (alternate mix) (Ersel Hickey) - 2:56
6. Be With Me (demo) (Dennis Wilson) - 2:45
7. Be With Me (2018 track mix) (D. Wilson) - 3:17
8. All I Want to Do (Dennis Wilson lead vocal take 2) (D. Wilson) - 2:13
9. The Nearest Faraway Place (alternate take) (Bruce Johnston) - 2:13
10. Cotton Fields (track and backing vocals) (Lead Belly) - 2:25
11. I Went to Sleep (a cappella 2018 mix) (B. Wilson, Carl Wilson) - 1:35
12. Time to Get Alone (a cappella) (B. Wilson) - 3:36
13. Never Learn Not to Love (track and backing vocals) (D. Wilson) - 2:25
14. Never Learn Not To Love (a cappella) (D. Wilson) - 2:23
15. Walk On By (2018 mix) (Burt Bacharach, Hal David) - 1:55
16. Rendezvous (Do It Again early version) (2018 mix) (B. Wilson, Love) - 2:36
17. We’re Together Again (a cappella) (B. Wilson, Ron Wilson) - 2:01
18. I Can Hear Music (alternate lead vocal) (Barry, Greenwich, Spector) - 2:11
19. All I Wanna Do (early version track) (B.Wilson, Love) - 2:24
20. Sail Plane Song (2018 mix) (B. Wilson, C.Wilson) - 2:19
21. Old Man River (a capella 2018 mix) (Stephen Foster, Jerome Kern, Oscar Hammerstein II) - 1:18
22. Medley: Old Folks At Home/Old Man River (alternate version) (Foster, Kern, Hammerstein) - 2:57
23. Medley: Old Folks At Home/Old Man River (alternate version track) (Foster, Kern, Hammerstein) - 2:59
24. Walkin' (B. Wilson, Jardine) - 2:48
25. Been Way Too Long (sections) (B. Wilson) - 7:56
26. Well You Know I Knew (D. Wilson) - 1:42
27. Love Affair (demo) (D. Wilson) - 2:00
28. Peaches (demo) (D. Wilson) - 2:26
29. The Gong (session highlights) (D. Wilson) - 5:29
30. A Time to Live In Dreams (2018 mix) (D. Wilson, Stephen Kalinich) - 1:54
31. All I Want to Do (early version) (D. Wilson) - 1:12
32. All I Want to Do (Dennis Wilson lead vocal take 1) (D. Wilson) - 2:10
33. Bluebirds Over the Mountain (basic track) (Hickey) - 1:48
34. Bluebirds Over the Mountain (mono single mix) (Hickey) - 2:51
35. Mona Kana (demo) (D. Wilson) - 1:16
36. Mona Kana (2018 mix) (D. Wilson, Stephen Kalinich) - 3:03
37. We're Together Again (remake track with backing vocals) (B. Wilson, R. Wilson) - 1:58
38. Time to Get Alone (remake track) (B. Wilson) - 2:46
39. Oh Yeah - 0:54
40. Is It True What They Say About Dixie? (Irving Caesar, Sammy Lerner, Gerald Marks) - 1:47

## Formazione
The Beach Boys
- Al Jardine
- Bruce Johnston
- Mike Love
- Brian Wilson
- Carl Wilson
- Dennis Wilson